# Casa de los Fonseca
La Casa de los Fonseca es una construcción ubicada en el Paseo de Colón en la ciudad española de Pontevedra. Es uno  de los edificios históricos más impactantes de la ciudad, que destaca por su arquitectura neoclásica y por dos esfinges de piedra y dos altas palmeras canarias que flanquean su entrada. En la actualidad es la sede del Archivo Histórico Provincial de Pontevedra.

## Historia
La construcción del edificio empezó en 1909 y fue terminado en el año 1910. Fue encargado por Eulogio Fonseca, uno de los ricos empresarios de Pontevedra de principios del siglo XX, al que la serrería o la casa de baños todavía presente en viejas fotografías del barrio de A Moureira le dieron prestigio y dinero. En sus orígenes fue la sede de la logia masónica más importante de la ciudad. En la sala noble, justo detrás del frontispicio, se reunían los miembros de la Logia Marco Aurelio, ligados tanto a la masonería como a la teosofía. La casa tenía una amplia finca en su parte trasera que llegaba hasta el antiguo restaurante El Castaño.
Eulogio Fonseca vivió en la casa, conocida como La Dórica hasta su muerte en 1924. La casa fue heredada por su hijo Luis Fonseca y Quintairos que se trasladó a vivir a la Casa Dórica en 1926 y la casa se convirtió en un punto de encuentro de la sociedad de la época. La casa fue vendida posteriormente por dos millones de pesetas debido a su costoso mantenimiento.
En 1955 el edificio es adquirido por el Ministerio de Educación Nacional para albergar desde 1960 el Archivo Histórico y la Biblioteca Pública Provinciales. Fue reformado por el Ministerio de Cultura entre los años 1993 a 1996 y en la actualidad es exclusivamente la sede del Archivo Histórico Provincial de Pontevedra. El Archivo Histórico Provincial de Pontevedra fue declarado Bien de Interés Cultural en 1985. Alberga cerca de 9 kilómetros de documentos.

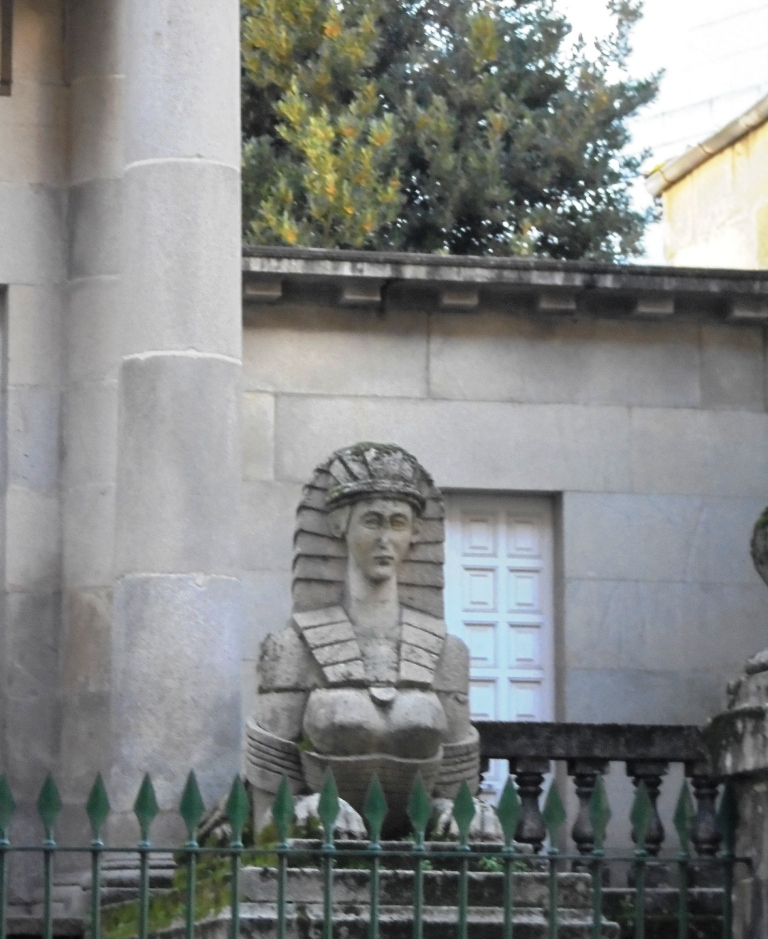
Una de las esfinges que enmarcan la fachada

## Descripción
Es una gran muestra sobria y elegante del estilo neoclásico. Desde el paseo de Colón se accede al edificio por una escalinata de piedra, a los lados de la cual se encuentran dos esfinges con cabeza y pecho femenino y cuerpo y pies de león que custodian la entrada para restringir la accesibilidad a los miembros de la logia. Con reminiscencias del eclecticismo e historicismo, en el edificio se aprecia una curiosa conjunción de formas y elementos.
La composición del edificio representa el atrio de un típico templo de orden clásico. La fachada es neoclásica, con un gran pórtico de ocho columnas toscanas romanas, al estilo de un templo romano, que sostienen un gran frontón abierto por una ventana semicircular. En el frontón, esta ventana semicircular es una clara referencia al Ojo de la providencia, conocido como el ojo que todo lo ve, símbolo de la francmasonería. En lo alto, y a cada lado del frontón, lo rematan dos grifos alados, que le dan un aire afrancesado o napoleónico. Las esfinges, grifos (simbolizando el dominio de la tierra y el cielo) y columnas de granito hacen referencia a figuras mitológicas que protegen lugares y espacios de sabiduría.
El edificio consta de dos plantas y ático, en cuyas dependencias destaca la sala noble, detrás del frontispicio. Los depósitos se adosan a la parte trasera de la construcción. La estructura de la sala con ventana semicircular indica que era el lugar de las reuniones y ritos masónicos en la ciudad. Tiene una especie de retablo con barandilla que la preside.
A cada lado de la entrada del edificio se encuentran dos esfinges de influjo egipcio acompañadas de altas palmeras canarias que enmarcan la escalinata y el pórtico clásico de entrada. El edificio se erigió a imitación de un templo clásico, como la iglesia de la Madeleine de París o el Parlamento de Washington. Posee todos los elementos de este período: gran escalinata de acceso, columnata en la fachada de orden toscana que sostiene un entablamento que funciona como apoyo de un frontón triangular.